# 12 principes de base de l'animation
Les 12 principes de base de l'animation sont un ensemble de principes d'animation listés par les grands animateurs de Disney Ollie Johnston et Frank Thomas dans leur livre « L'Illusion de Vie » (The Illusion of Life). L'idée principale de ces principes était de produire une illusion très réaliste des mouvements des personnages (et des objets) de par leur adhésion aux lois de la physique, et aux réactions et expressions émotionnelles réelles. Ils ont été développés au sein des studios Disney dès leurs débuts et transmis en interne avant la publication du livre en 1981.
Le livre et ses principes ont été communément adoptés, et constituent encore une référence en la matière. En 1999, le livre a été élu numéro 1 des « meilleurs livres d'animation de tous les temps » (best animation books of all time). Appliqués à l'origine pour l'animation à la main traditionnelle, ces principes sont toujours prépondérants dans l'animation moderne par ordinateur. Il est à noter que ces principes sont liés les uns aux autres pour créer un ensemble cohérent.

## Les 12 principes
| Terme original en anglais              | Traduction française                                                            |
| -------------------------------------- | ------------------------------------------------------------------------------- |
| Squash and stretch                     | Compression et étirement                                                        |
| Anticipation                           | Anticipation                                                                    |
| Staging                                | Mise en scène                                                                   |
| Straight ahead action and pose to pose | Toute l'action d'un coup et Partie par partie                                   |
| Follow through and overlapping action  | Continuité du mouvement initial et Chevauchement de deux mouvements consécutifs |
| Slow in and slow out                   | Ralentissement en début et en fin de mouvement                                  |
| Arc                                    | Trajectoire arquée                                                              |
| Secondary action                       | Détails secondaires en mouvement                                                |
| Timing                                 | Cohérence                                                                       |
| Exaggeration                           | Exagération                                                                     |
| Solid drawing                          | Dessin en Volume                                                                |
| Appeal                                 | Charisme                                                                        |

### Compression et étirement

Principe de base d'animation : Squash and Stretch.

Les muscles du corps d'un cheval sont déformés également durant un mouvement.

Cette règle (Squash and Stretch en anglais) dit qu'un élément (personnage, objet…) est plus réaliste et plus vivant s'il est déformé au contact d'un autre élément plus solide. Par exemple, une balle qui tombe à terre et rebondit fera plus "vraie" si elle s'aplatit en s'écrasant au sol, et qu'elle s'allonge élastiquement en remontant.
Utilisée à outrance, cette déformation peut produire un effet comique, que ce soit pour un objet ou une expression faciale.
Il est important en animation réaliste que malgré sa déformation, l'objet conserve approximativement le même volume (voir Dessin en Volume plus bas)

### Anticipation

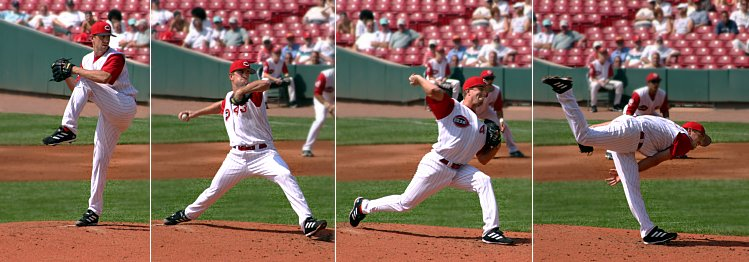
Préparation au lancer d'une balle de baseball

L'anticipation consiste à préparer le spectateur à l'action. La préparation à une action est nécessaire à son réalisme : avant qu'un personnage saute il faut que le personnage plie ses genoux, avant de lancer un objet il faut qu'il prenne de l'élan avec son bras en arrière…

### Mise en scène
Ce principe (staging en anglais) se retrouve également au théâtre et au cinéma. Il consiste à attirer l'attention du spectateur sur un élément précis. Des costumes, le geste d'un personnage, le décor, des effets sonores, des effets de lumière, un angle de caméra particulier etc. peuvent être mis à profit.

### Toute l'action d'un coup / Partie par partie
Il existe deux approches différentes de la création d'une action. "Toute l'action d'un coup" (straight ahead action en anglais) signifie dessiner un mouvement image par image du début jusqu'à la fin, tandis que "partie par partie" (pose to pose en anglais) implique d'en dessiner seulement quelques-unes (les images-clés du mouvement) puis de boucher les intervalles ensuite, ce qui revient à décomposer le mouvement général en sous-parties.
- Dessiner "toute l'action d'un coup" permet une illusion de mouvement plus fluide et plus dynamique, et est plutôt utilisée pour les actions des séquences réalistes. Cependant avec cette méthode, il est difficile de garder les proportions du personnage au fil des dessins, et de dessiner des postures vraiment exactes et convaincantes…

- Dessiner "partie par partie" le mouvement général est plus efficace pour les scènes dramatiques ou émotionnelles.

Mais il est également possible de faire pour une même action un savant mélange des deux…
Plus qu'une variable d'expression et de style, ces deux approches ont été développées de par la nécessité de pouvoir quantifier le temps d'une scène d'animation avant qu'elle ne soit produite, à des fins industrielles (dessins animés formatés pour le temps de télévision, etc). Il arrive que certaines productions plus expérimentales et artistiques laissent libre cours à leurs animateurs en les laissant faire "tout d'un coup", afin qu'une certaine spontanéité en ressorte, chose qui est généralement limitée par la planification des images-clés du mouvement. 

### Continuité du mouvement initial et Chevauchement de deux mouvements consécutifs
Ces principes d'animations se réfèrent aux lois de la physique d'inertie et d'énergie cinétique. 
Ces deux techniques étroitement liées aident à rendre le mouvement plus réaliste. "Continuité du mouvement initial" (Follow through en anglais) signifie que les différentes parties du corps continuent d'avancer après que le personnage s'est arrêté. De même, quand le personnage change brutalement de direction, le fait que son corps continue d'avancer dans sa direction précédente est le "Chevauchement de deux mouvements consécutifs" (Overlapping action en anglais)  

Ici, non seulement les pattes du cheval sont animées, mais également sa crinière et sa queue, le rendant moins figé et "robotique".

Faire bouger les parties secondaires d'un corps en mouvement (secondary action en anglais) donne à l'action plus de vie et de réalisme au mouvement principal. Par exemple, une personne qui marche peut avoir les cheveux qui ondulents dans le vent, son visage peut exprimer diverses expressions, il peut balancer ses bras, bavarder, siffler, etc.

### Ralentissement en début et en fin de mouvement ( Amorti )
Termes anglais : "slow in" et "slow out"
Le mouvement d'un corps (humain ou autres objets) comporte un accélération puis un ralentissement ce qui se traduit par davantage d'images au début et à la fin du mouvement. Cela donne à l'animation son réalisme. Par exemple ce principe serait utilisé pour un personnage passant d'un état extrême à un autre (comme passer de l'état "assis" à l'état "debout") ou pour la balle rebondissante vue plus haut qui contient plus d'images avant et après le rebond.

### Trajectoire arquée

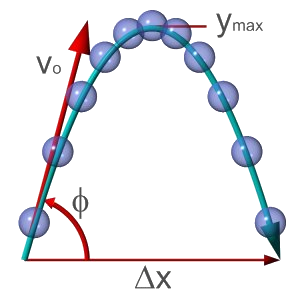
Trajectoire en parabole d'une balle projetée

Tous les objets lancés en l'air et les personnages qui sautent ont une trajectoire arquée (Arcs en anglais), et reproduire cette trajectoire arquée produit des mouvements d'un grand réalisme. Il peut s'agir d'une parabole (éléments montants et redescendant tout en avançant) ou d'arcs de cercles (pour les éléments en rotation).
Attention : pour reproduire un mouvement très mécanique (ex : machine, robot…) il faut utiliser des lignes droites.

### Détails secondaires en mouvement
Faire bouger d’autres parties du personnage durant un mouvement principal donne à l’action plus de vie. Une personne qui marche balance ses bras, mais peut également parler, siffler, ou exprimer une expression particulière avec son visage. Il n’est pas à négliger que ces petits détails secondaires en mouvement font d’autant plus ressortir le personnage en action. Ils doivent être mis en scène de telle sorte qu’ils puissent être remarqués, mais ils ne doivent pas dominer l’action principale.
Voici quelques exemples donnés dans le livre “Illusion of life : “Une silhouette triste essuie une larme en se détournant. Quelqu’un vient de tomber par terre et secoue la tête en se relevant. Une personne énervée met ses lunettes alors qu’il retrouve son calme.”
Il n'est pas à négliger que ces détails animés font d'autant plus ressortir l'action principale du personnage. Lorsque cette activité supplémentaire soutient l’action principale, elle est appelée action secondaire et reste toujours subordonnée à l’action principale. Important : l’action secondaire doit mettre en valeur l’action principale mais ne doit pas lui “voler la vedette”.
Attention il s’agit de mouvements volontaires, pas de physique. “Secondary action” est différent de “secondary motion”. En effet, il ne faut pas confondre avec le principe du “Follow Through and Overlapping Action”. L’exemple du cheval, plus haut dans cet article, n’est pas convenable pour le 8ème principe, car la crinière et la queue du cheval font des mouvements involontaires.
Beaucoup d’articles sur le web confondent les deux principes.

### Cohérence physique / Cohérence théâtrale
La cohérence (Timing en anglais) se réfère à deux concepts différents : la cohérence physique et la cohérence théâtrale. 
- D'un point de vue uniquement physique, l'objet doit respecter les lois de la physique, par exemple, la masse d'un objet définit sa façon de réagir à un facteur externe (comme une poussée).
- La cohérence théâtrale est de nature moins technique, et sa maîtrise s'acquiert avec l'expérience. Elle peut être à but purement comique, être employée pour communiquer des émotions profondes ou faire ressortir certains traits de personnalité d'un personnage.

### Exagération

Les personnages des arts visuels modernes japonais sont caractérisés par des corps plus réalistes, mais des expressions du visages exagérées, en particulier la taille des yeux.

L'exagération de certains détails est particulièrement utile en animation. Le niveau d'exagération dépend de la volonté de réalisme ou d'un style de dessin (caricature, facture d'un artiste…). La définition courante de ce procédé, employée par Disney, est de rester assez proche de la réalité, mais de la représenter sous une forme plus poussée, plus extrême.
L'exagération peut être uniquement dans la représentation, mais également surnaturelle en altérant les phénomènes physiques (rebonds incroyablement hauts, enfant portant un rocher…).
Il est important d'employer un nombre restreint d'exagérations, ainsi que de les lier entre elles, car leur surnombre et leur incohérence provoquerait de la confusion et l'incompréhension du spectateur.

### Dessin en Volume
Conserver les volumes (Solid Drawing en anglais), l'aspect 3D et ses détails, à travers des mouvements.

### Charisme
Dans un dessin animé, un personnage charismatique captive l'attention. Il n'est pas forcément sympathique (c'est le cas des méchants et les monstres). Le spectateur peut être intrigué, subjugué, se sentir proche voir s'identifier au personnage au travers de son apparence, de sa gestuelle particulière ou de sa personnalité hors norme.